# Eli Stone
Eli Stone – amerykański serial telewizyjny nadawany przez stację ABC od 31 stycznia 2008 roku. W Polsce nadawany przez stację Fox Life od 8 września 2008 roku.

## Fabuła
Przedstawia on historię Eliego Stone’a – mieszkającego w San Francisco bardzo dobrego prawnika, uważanego w środowisku prawniczym za proroka. Sęk w tym, że Eli w pewnym stopniu naprawdę jest prorokiem. Lekarze wykrywają u niego nie operacyjnego tętniaka mózgu, powodującego u Eliego halucynacje, które okazują się później wizjami nieodległej przyszłości. Dzięki temu Eli zaczyna inaczej patrzeć na świat. Wcześniej reprezentując interesy wielkich korporacji, nierzadko stawał naprzeciwko zwykłych i niemal bezbronnych ludzi, zaczął podejmować się spraw w których liczą się ludzie i ich problemy a nie pieniądze które można zarobić.

## Obsada
- Jonny Lee Miller – Eli Stone (młodego Eliego gra Justin Lieberman)
- Natasha Henstridge – Taylor Wethersby
- Loretta Devine – Patti Dellacroix
- Matt Letscher – dr Nathan Stone
- Sam Jaeger – Matt Dowd
- James Saito – dr Chen
- Julie Gonzalo – Maggie Dekker
- Jason Winston George – Keith Bennett
- Victor Garber – Jordan Wethersby
- Laura Benanti – Beth Keller
- Tom Amandes – Martin Posner
- Katey Sagal – Marci Klein
- Pamela Reed – pani Stone
- Tom Cavanagh – pan Stone
- George Michael – jako on sam

## Spis odcinków
| Premiera odcinka | N/o | Polski tytuł               | Angielski tytuł                |
| ---------------- | --- | -------------------------- | ------------------------------ |
|                  |     |                            |                                |
| SERIA PIERWSZA   |     |                            |                                |
|                  |     |                            |                                |
| 08.09.2008       | 01  | Wiara                      | Faith                          |
|                  |     |                            |                                |
| 15.09.2008       | 02  | Wolność                    | Freedom                        |
|                  |     |                            |                                |
| 22.09.2008       | 03  | Jak ojciec                 | Father Figure                  |
|                  |     |                            |                                |
| 29.09.2008       | 04  | Przebudzenie               | Wake Me Up Before You Go-Go    |
|                  |     |                            |                                |
| 06.10.2008       | 05  | Drugie podejście           | One More Try                   |
|                  |     |                            |                                |
| 13.10.2008       | 06  | Ocalenie                   | Something to Save              |
|                  |     |                            |                                |
| 20.10.2008       | 07  | Ukojenie bólu              | Heal the Pain                  |
|                  |     |                            |                                |
| 27.10.2008       | 08  | Trzęsienie ziemi           | Praying For Me                 |
|                  |     |                            |                                |
| 03.11.2008       | 09  | (Chcę seksu z tobą)        | I Want Your Sex                |
|                  |     |                            |                                |
| 10.11.2008       | 10  | Bicie serca                | Heartbeat                      |
|                  |     |                            |                                |
| 17.11.2008       | 11  | Cierpliwość                | Patience                       |
|                  |     |                            |                                |
| 24.11.2008       | 12  | W oczekiwaniu na ten dzień | Waiting For That Day           |
|                  |     |                            |                                |
| 01.12.2008       | 13  | Uwolniona dusza            | Soul Free                      |
|                  |     |                            |                                |
| SERIA DRUGA      |     |                            |                                |
|                  |     |                            |                                |
|                  | 14  |                            | The Path                       |
|                  |     |                            |                                |
|                  | 15  |                            | Grace                          |
|                  |     |                            |                                |
|                  | 16  |                            | Unwritten                      |
|                  |     |                            |                                |
|                  | 17  |                            | Should I stay or I Should Go ? |
|                  |     |                            |                                |
|                  | 18  |                            | The Humanitarian               |
|                  |     |                            |                                |
|                  | 19  |                            | Happy Birthday Nate            |
|                  |     |                            |                                |
|                  | 20  |                            | Help!                          |
|                  |     |                            |                                |
|                  | 21  |                            | Owner of a Lonely Heart        |
|                  |     |                            |                                |
|                  | 22  |                            | Two Ministers                  |
|                  |     |                            |                                |
|                  | 23  |                            | Sonoma                         |
|                  |     |                            |                                |
|                  | 24  |                            | Mortal Combat                  |
|                  |     |                            |                                |
|                  | 25  |                            | Tailspin                       |
|                  |     |                            |                                |
|                  | 26  |                            | Flight Path                    |
|                  |     |                            |                                |

## Lokalizacje zdjęć
Zdjęcia do serialu kręcono w Los Angeles i San Francisco.